# Gammeldags jul
Gammeldags jul är ett parodiskt julalbum från 1994 av Onkel Kånkel and his kånkelbär. Det gick in på den svenska albumlistan, där det som högst låg på 46:e plats.

## Omslag
Skivomslaget föreställer Pomperipossa mot grön bakgrund som är klädd i tomtedräkt med en erigerad penis som näsa i färd med att utföra tidelag med en gris.

## Låtlista
1. Små strålar av sperma (När det lider mot jul, Rule, Britannia!)
2. Nu är det jul här i vårt skjul (Julpolska)
3. Jag sög tomten suga pappa (I Saw Mommy Kissing Santa Claus)
4. Fläns öfver sjö och strand (Gläns över sjö och strand)
5. Jag firar julen i Polen
6. Bögen överraskar röven (Räven raskar över isen)
7. Tomtekuk ikväll (Oh Tannenbaum)
8. Staffan var en stjärtgosse (Staffansvisan)
9. Stilla natt, heliga natt
10. Julefröjd hos Onkel
11. Nu öppnas tusen horors hus (Nu tändas tusen juleljus)
12. Runkböget Ferdinand (Tjuren Ferdinand)
13. Blinka lilla stjärtis (Blinka lilla stjärna)
14. Goder afton, båd herre och fru (Goder afton, goder afton (Julafton))

## Listplaceringar
| Lista (1994) | Position |
| ------------ | -------- |
| Sverige      | 46       |